# Friedrich IV. (Zollern)
Friedrich II. von Nürnberg bzw. auch Friedrich IV. von Zollern-Hohenzollern (* um 1188; † um 1251/55) war Burggraf von Nürnberg und später Graf von Zollern.

## Leben
Friedrich II. war der jüngere Sohn von Friedrich I. von Nürnberg-Zollern (um 1139–um 1200) und dessen Frau Sophia von Raabs († um 1218). Nach dem Tod des Vaters trat er zunächst um 1200 die Nachfolge als Burggraf von Nürnberg an. Als 1218 (1214 ?) der zollerische Hausbesitz neu aufgeteilt wurde, überließ er seinem älteren Bruder Konrad I. die fränkischen Besitzungen mit dem Burggrafentitel.
Nach der Abgabe des Nürnberger Burggrafenamtes übernahm er die im schwäbischen Stammgebiet der Zollern gelegene Grafschaft Hohenzollern. Dadurch wurde er als Friedrich IV. von Zollern zum Begründer der schwäbischen Linie des Hauses Hohenzollern, den Grafen von Zollern-Hohenzollern. Sein Nachfolger als Graf von Hohenzollern war sein Sohn Friedrich V. von Zollern († 24. Mai 1289).
Er nahm an der Reichsversammlung in Worms im Frühjahr 1231 teil, auf der unter anderem das sogenannte Statutum in favorem principum erlassen wurde.